# Humljani
Humljani falu Horvátországban Verőce-Drávamente megyében. Közigazgatásilag Csacsincéhez tartozik.

## Fekvése
Verőcétől légvonalban 43, közúton 49 km-re délkeletre, községközpontjától 3 km-re nyugatra Szlavónia középső részén, a Papuk-hegység északi lábánál, a Pozsegára menő főút mentén fekszik.

## Története
A 19. század közepén keletkezett Krašković keleti, Humljan nevű határrészén, a Pozsegára menő út mentén. Neve a domb, halom jelentésű „hum” főnévből származik. 1869-ben 297, 1910-ben 418 lakosa volt. 1910-ben a népszámlálás adatai szerint lakosságának 85%-a magyar, 4%-a német anyanyelvű volt. Verőce vármegye Nekcsei járásának része volt. Az első világháború után 1918-ban az új szerb-horvát-szlovén állam, majd később (1929-ben) Jugoszlávia része lett. 1991-ben lakosságának 75%-a horvát, 8%-a magyar, 7%-a jugoszláv, 3%-a szerb nemzetiségű volt. 2011-ben 129 lakosa volt.

## Lakossága
| Lakosság változása | Lakosság változása | Lakosság változása | Lakosság változása | Lakosság változása | Lakosság változása | Lakosság változása | Lakosság változása | Lakosság változása | Lakosság változása | Lakosság változása | Lakosság változása | Lakosság változása | Lakosság változása | Lakosság változása | Lakosság változása |
| ------------------ | ------------------ | ------------------ | ------------------ | ------------------ | ------------------ | ------------------ | ------------------ | ------------------ | ------------------ | ------------------ | ------------------ | ------------------ | ------------------ | ------------------ | ------------------ |
| 1857               | 1869               | 1880               | 1890               | 1900               | 1910               | 1921               | 1931               | 1948               | 1953               | 1961               | 1971               | 1981               | 1991               | 2001               | 2011               |
| 0                  | 297                | 221                | 285                | 306                | 418                | 456                | 471                | 375                | 453                | 394                | 330                | 283                | 235                | 181                | 129                |

(1869-től településrészként, 1910-től önálló településként.)